# George Albert Smith (mormon)
George Albert Smith, född 4 april 1870 i Salt Lake City, död 4 april 1951 i Salt Lake City, var den åttonde presidenten för Jesu Kristi Kyrka av Sista Dagars Heliga.
George Albert Smith namngavs efter sin farfar, George A. Smith, som var medlem av kyrkans första presidentskap som rådgivare åt Brigham Young. Hans far, John Henry Smith, var rådgivare åt kyrkans president Joseph F. Smith.
1892 gifte han sig med Lucy Woodruff, barnbarn till kyrkans president Wilford Woodruff. 1903 blev han medlem i tolv apostlarnas kvorum. Hans hälsa var dålig och hindrade honom under några år från att vara aktiv. Efter första världskriget var han ledare för kyrkans europeiska mission.
När kyrkans president Heber J. Grant dog blev Smith, den 21 maj 1945 kyrkans nya president. När andra världskriget slutade skickade han nya missionärer till Europa.
Han dog i Salt Lake City på sin 81-årsdag den 4 april 1951 av Systemisk lupus erythematosus. Han efterträddes som president av David O. McKay.